# Station Hundorp
Station Hundorp is een station in Hundorp in fylke Innlandet in Noorwegen. Het stationsgebouw, gelegen aan Dovrebanen, dateert uit 1896 en is een ontwerp van Paul Due. Sinds 2001 is Hundorp gesloten voor personenvervoer.